# Tandes Kidul
Tandes Kidul is een bestuurslaag in het regentschap Soerabaja van de provincie Oost-Java, Indonesië. Tandes Kidul telt 6904 inwoners (volkstelling 2010).